# Sana (Sängerin)

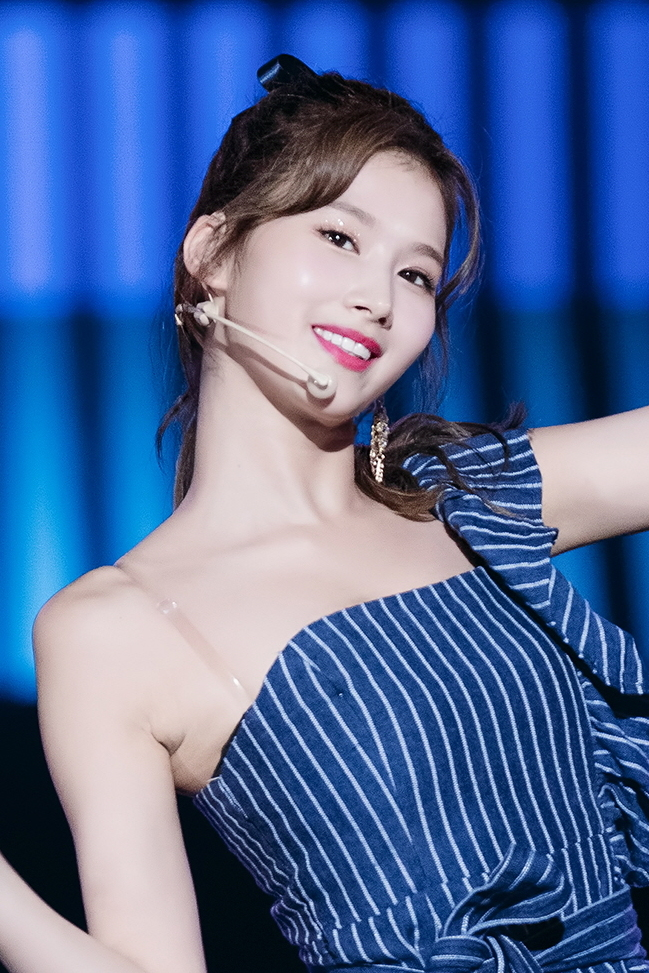
Sana (Juli 2018)

Minatozaki Sana (jap. 湊﨑紗夏; * 29. Dezember 1996 in Tennōji-ku, Osaka) ist eine japanische Sängerin und Mitglied der südkoreanischen Girlgroup Twice.
Zumeist tritt sie unter ihrem Mononym Sana (紗夏; Hangeul: 사나) auf.

## Leben und Karriere
Minatozaki Sana wurde am 29. Dezember 1996 in Osaka (Japan) geboren. 2012 wurde sie von einem Talentsucher der Musikagentur JYP Entertainment in Osaka entdeckt und zog im April desselben Jahres nach Südkorea um, um als Trainee das Ausbildungsprogramm bei JYP Entertainment zu absolvieren. 2015 nahm sie an der Castingshow Sixteen teil, wo sie als eines der neun Mitglieder für das Debüt der neuen Girlgruppe Twice ausgewählt wurde. Kurz darauf veröffentlichte Twice am 20. Oktober 2015 die EP The Story Begins und das Musikvideo zu Like OOH-AHH durch die Plattform V Live. Dieses hat mittlerweile mehr als 300 Millionen Aufrufe auf YouTube.
Gemeinsam mit Mina und Momo, den zwei anderen japanischen Mitgliedern von Twice, bildet Sana die Untergruppe MiSaMo, die im Juli 2023 mit dem Mini-Album Marshmallow debütieren soll.

## Kontroverse um die Amtsübergabe des Japanischen Tennōs
Im Mai 2019 geriet Sana abseits ihrer musikalischen Tätigkeit in die mediale Aufmerksamkeit internationaler Medien. Als die Amtsübergabe des japanischen Tennōs Akihito an seinen Sohn Naruhito und damit das Ende der Heisei-Zeit (1989–2019) und der Beginn der Reiwa-Zeit unmittelbar bevorstand, schrieb Sana auf dem Instagram-Account von Twice eine emotionale Botschaft über das bevorstehende Ereignis. Sie schrieb dabei auf Japanisch, dass sie als Person, welche in der Heisei-Zeit geboren wurde, traurig darüber sei, dass diese nun endet, aber gleichzeitig der neuen Reiwa-Zeit alles Gute wünschen möchte. Dieses Posting rief besonders in Südkorea kritische Rückmeldungen hervor. Ihr wurde vorgeworfen in Südkorea zu arbeiten, sich jedoch für japanische Angelegenheiten einzusetzen. Dies wurde vor allem vor dem Hintergrund der Kolonialisierung Koreas durch Japan thematisiert. Für wenige Tage wurden auf dem Instagram-Account keine neuen Posts mehr veröffentlicht. Ende Mai 2019 meldete sich Sana über den Account in Koreanisch, entschuldigte und bedankte sich bei ihren Fans für die erhaltene Unterstützung.
Vergleichbare Kontroversen um Twice ereilten die Mitglieder Tzuyu 2015, als sie die Flagge der Republik China in einer Fernsehsendung zeigte und damit in der Volksrepublik China für Unmut sorgte und Dahyun 2018, als diese sich für die sogenannten Trostfrauen einsetzte.

## Diskografie

### Musikvideo-Auftritte
Neben ihren musikalischen Beiträgen zusammen mit Twice, trat Sana, bevor sie mit ihrer Gruppe bekannt wurde, im Jahr 2014 in dem Musikvideo des Liedes „A“ der Gruppe Got7 und im Video zu „Feel“ des Sängers Junho der Gruppe 2PM auf. 2016 trat sie in dem Musikvideo des Liedes „Instant Love“ auf und damit erneut in einem Beitrag von Junho.

### Songwriting
Sana wirkte bei der Erstellung der Liedtexte der Twice-Lieder „Shot Thru the Heart“, „21:29“, „Turn It Up“, „Do what we like“ und „Conversation“ mit.